# Athiasella biconi
Athiasella biconi är en spindeldjursart som beskrevs av Wolfgang Karg 1993. Athiasella biconi ingår i släktet Athiasella och familjen Ologamasidae. Inga underarter finns listade.